# Stannato di sodio
Lo stannato di sodio è il sale sodico dell'acido stannico e un composto chimico avente formula bruta Na2SnO3.
A temperatura e pressione ambiente si presenta solido, sotto forma di una polvere o scaglie dal colore bianco latteo. Presenta un odore caratteristico, molto intenso. È molto solubile in acqua, mentre non è solubile negli alcoli e in acetone.
Si prepara facendo reagire ossido stannico (SnO2) e idrossido di sodio (NaOH).

## Applicazioni
Si utilizza in metallurgia allo scopo di eliminare impurezze quali piombo o arsenico dai metalli che devono presentare un grado di purezza elevato. Nel campo dell'artigianato viene impiegato come additivo per ceramiche. Si utilizza inoltre come agente inibitore della produzione di ossigeno nell'acqua ossigenata.